# Mobrici
Matteo Mobrici, noto anche con lo pseudonimo di Canova (Legnano, 23 marzo 1989), è un cantautore italiano.

## Biografia

### Gli inizi con i Canova
Nel 2013 fonda la band Canova, del quale diviene frontman e pubblica due dischi esibendosi anche al Festival di Sanremo 2020. Nel 2018 si cimenta in ambito letterario e scrive il libro Dieci personaggi in cerca di vodka edito per la Rizzoli.

### Scioglimento e carriera da solista
Dopo lo scioglimento del gruppo avvenuto nel luglio 2020, inizia la carriera da solista pubblicando a febbraio 2021 il singolo di debutto 20100. Nel luglio 2021 insieme a Gazzelle si esibisce al Giffoni Film Festival. A ciò fa seguito nel novembre 2021, dopo aver sottoscritto un contratto con la Virgin, l'album di debutto da solista intitolato Anche le scimmie cadono dagli alberi edito insieme alla Maciste Dischi.
Nella primavera del 2022 intraprende una tournée sul territorio nazionale intitolata Anche le scimmie vanno in tour 2022, esibendosi anche al concertone del primo maggio.
Il 31 marzo 2023 pubblica il suo secondo disco Gli anni di Cristo.

## Discografia

### Da solista

#### Album in studio
- 2021 – Anche le scimmie cadono dagli alberi
- 2023 – Gli anni di Cristo

#### Singoli
- 2021 – 20100
- 2021 – TVB
- 2021 – La fine
- 2021 – Scende (feat. Gazzelle)
- 2021 – Povero cuore (feat. Brunori Sas)
- 2021 – Tassisti della notte
- 2021 – Cantautore
- 2022 – Stavo pensando a te (cover dell'omonima canzone di Fabri Fibra) (feat. Fulminacci)
- 2022 – Giovani mai
- 2022 – Luci del Colosseo
- 2023 – Piccola
- 2023 – Figli del futuro
- 2023 – Iperfelice (Management feat. Mobrici)

### Con i Canova
- 2016 – Avete ragione tutti
- 2019 – Vivi per sempre

## Opere letterarie
- Dieci personaggi in cerca di vodka, Rizzoli, 2018, ISBN 978-88-586-9525-8.